# Natação artística no Campeonato Mundial de Esportes Aquáticos de 2019 - Rotina técnica equipes
A prova da rotina técnica equipes é um dos eventos da natação artística do Campeonato Mundial de Esportes Aquáticos de 2019 que foi realizada entre os dias 14 de julho e 16 de julho, em Gwangju, na Coreia do Sul. 

## Calendário
Horário local (UTC+9). 
| Fase          | Data        | Hora  |
| ------------- | ----------- | ----- |
| Eliminatórias | 14 de julho | 11:00 |
| Final         | 16 de julho | 19:00 |

## Medalhistas
| Ouro | Prata | Bronze |
| Rússia · Anastasia Arkhipovskaya · Vlada Chigireva · Mayya Doroshko · Marina Goliadkina · Veronika Kalinina · Polina Komar · Alla Shishkina · Maria Shurochkina | China · Feng Yu · Guo Li · Huang Xuechen · Liang Xinping · Sun Wenyan · Wang Qianyi · Xiao Yanning · Yin Chengxin | Ucrânia · Maryna Aleksiiva · Vladyslava Aleksiiva · Marta Fiedina · Yana Nariezhna · Kateryna Reznik · Anastasiya Savchuk · Alina Shynkarenko · Yelyzaveta Yakhno |

## Resultados
| Pos.              | Nacionalidade  | Eliminatória | Eliminatória | Final         | Final         |
| Pos.              | Nacionalidade  | Pontos       | Pos.         | Pontos        | Pos.          |
| ----------------- | -------------- | ------------ | ------------ | ------------- | ------------- |
| Medalha de ouro   | Rússia         | 96.2253      | 1            | 96.9426       | 1             |
| Medalha de prata  | China          | 94.3638      | 2            | 95.1543       | 2             |
| Medalha de bronze | Ucrânia        | 93.3313      | 3            | 93.4514       | 3             |
| 4                 | Japão          | 92.3274      | 4            | 92.7207       | 4             |
| 5                 | Itália         | 90.1049      | 5            | 91.0411       | 5             |
| 6                 | Espanha        | 89.4561      | 6            | 90.2506       | 6             |
| 7                 | Canadá         | 88.4953      | 7            | 89.4990       | 7             |
| 8                 | Grécia         | 86.0075      | 8            | 87.0863       | 8             |
| 9                 | França         | 85.5793      | 9            | 86.6543       | 9             |
| 10                | México         | 85.4235      | 10           | 85.6618       | 10            |
| 11                | Estados Unidos | 84.4057      | 11           | 84.0566       | 11            |
| 12                | Israel         | 81.9659      | 12           | 82.5039       | 12            |
| 13                | Suíça          | 81.7065      | 13           | Não avançaram | Não avançaram |
| 14                | Bielorrússia   | 81.5990      | 14           | Não avançaram | Não avançaram |
| 15                | Brasil         | 80.6196      | 15           | Não avançaram | Não avançaram |
| 16                | Egito          | 76.8351      | 16           | Não avançaram | Não avançaram |
| 17                | Coreia do Sul  | 76.4096      | 17           | Não avançaram | Não avançaram |
| 18                | Hungria        | 75.6005      | 18           | Não avançaram | Não avançaram |
| 19                | Singapura      | 75.0587      | 19           | Não avançaram | Não avançaram |
| 20                | Austrália      | 73.4450      | 20           | Não avançaram | Não avançaram |
| 21                | Polónia        | 72.7496      | 21           | Não avançaram | Não avançaram |
| 22                | Nova Zelândia  | 66.4279      | 22           | Não avançaram | Não avançaram |
| 23                | Costa Rica     | 65.5853      | 23           | Não avançaram | Não avançaram |